# Zespoły K

Zespoły K – w elektroencefalografii (EEG) charakterystycznie wysoka amplituda fal mózgowych, występująca w drugiej fazie stadium snu NREM. Zespoły K zwykle występują wspólnie z wrzecionami snu.
Spontaniczne Zespoły K mogą wystąpić podczas snu i w stanie czuwania w odpowiedzi na bodźce zewnętrzne (słuchowe).
Zespoły K zostały odkryte w 1937 roku w prywatnych laboratoriach Alfreda Lee Loomisa